# 塔希爾·蓋莫爾
塔希爾·蓋莫爾（阿拉伯語：طاهر الجمل，1955年8月18日—），生於埃及開羅，密碼學家。他是SSL的最初設計者，被稱為SSL之父。

## 生平
1977年，在開羅大學取得理學士學位。後赴美國留學，1981年在史丹福大學取得電機工程碩士，1984年取得博士。